# راکت هوابه‌هوا
راکت هوابه‌هوا یا راکت رهگیر هوایی (به انگلیسی: Air-to-air rocket)، پرتابه‌ای غیر هدایت‌شونده است که از هواگرد برای اصابت به هدف در حال پرواز شلیک می‌شود. این راکت‌ها در جنگ جهانی اول به‌طور ابتدایی استفاده شدند و بعداً در جنگ جهانی دوم به‌طور گسترده‌تر مورد استفاده قرار گرفتند.